# 獅子座星系團
獅子座星系團（阿貝爾1367）是位於獅子座的一個星系團，距離大約3億3000萬光年（Z = 0.022）。與鄰接的后髮座星系團（阿貝爾1656），都是后髮座超星系團的兩個主要成員  （页面存档备份，存于）。

## 外部連結
- The Coma Supercluster （页面存档备份，存于） with images of A1367
- Leo-Galaxienhaufen (Abell 1367)